# Pavona varians
Pavona varians là một loài san hô trong họ Agariciidae. Loài này được Verrill mô tả khoa học năm 1864.

## Hình ảnh

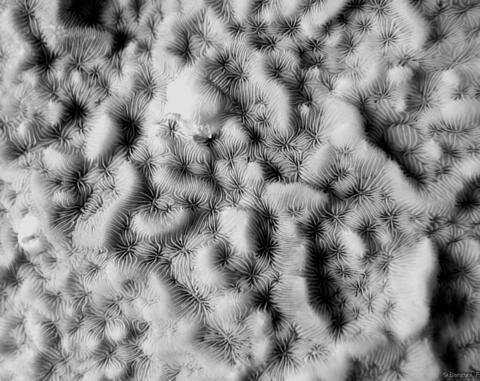
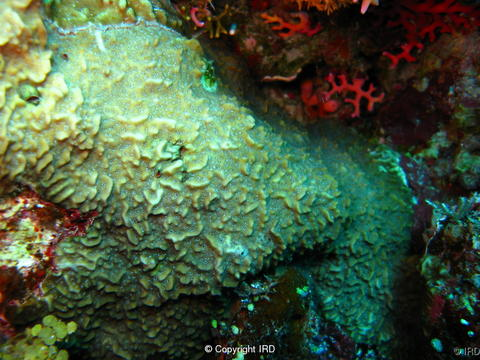
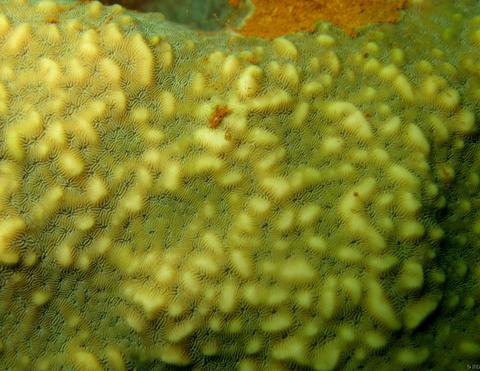